# 胡恭先
胡恭先（1899年3月8日—1986年9月27日），字禮安。西康省西昌縣禮州鎮人。民國37年（1948年）在西康省選區當選第一屆立法委員。

## 生平[1]
- 成都府中學
- 民國6年留學日本，先後就讀於東京成城學校、愛知醫科大學預科、大阪高等學校、京都帝國大學法科，民國17年3月回國
- 國民革命軍總司令部政治部宣傳處少校股長、海軍陸戰隊政治訓練部代理主任
- 回國後，歷任教於國立中山大學法科教授、省立安徽大學法學院院長、國立四川大學法學院教授兼政治系主任
- 1940年後，歷任西康省參議會副議長、議長[2]
- 中國國民黨西康省黨部執行委員
- 民國37年，當選立法委員，曾出席第一屆立法院第一會期內政及地方自治委員會、農林及水利委員會、法制委員會；1966年註銷名籍[3]
- 1949年12月，隨劉文輝投誠
- 1955年冬，始任四川省政府文史館研究員，歷任四川省一至五屆政協委員、民革四川省委顧問和四川省少數民族地區經濟建設服務中心顧問
- 1986年9月27日，在成都病逝